# Des Cave
Desmond “Des” Cave (* 20. Jahrhundert in Dublin) ist ein irischer Schauspieler in Theater, Film und Fernsehen.

## Leben und Karriere
Der in Dublin geborene Desmond Cave begann seine Darstellerlaufbahn im Jahre 1962, nachdem er erstmals während der College-Zeit in Rollen in Gilbert-und-Sullivan-Opern auf der Bühne aufgetreten war. Nachdem Cave der von Anew McMaster gegründeten National Academy of Allied Arts, Camden Street, beigetreten war, wurde er 1963 in die Abbey Theatre School of Acting aufgenommen und trat schließlich noch im gleichen Jahr der Abbey Company bei. Seit dieser Zeit spielt er als deren Mitglied sowohl große als auch kleinere Rollen im klassischen und modernen Repertoire der Company. Ende der 1960er Jahre sah man ihn unter anderem am Theater in Dion Boucicaults Stück The Shaughraun in einer Produktion des Abbey Theatre of Ireland am Aldwych Theatre in London, England, mit Schauspielern wie Cyril Cusack, Donal McCann, Fidelma Murphy, Peadar Lamb, Bríd Lynch oder Máire O’Neill. Hugh Hunt war der Regisseur.
Im Kino spielte Des Cave seit 1970 in Filmen wie der Komödie Paddy von Regisseur Daniel Haller an der Seite von Milo O’Shea, 1977 in der Kinoproduktion Ein Porträt des Künstlers als junger Mann von Joseph Strick, noch im selben Jahr trat er in dem Filmdrama von Regisseur John Quested Philadelphia, Here I Come! neben Donal McCann, Fidelma Murphy und Siobhán McKenna auf. 1979 spielte er in Tony Luraschis Historienthriller The Outsider mit Craig Wasson und Sterling Hayden mit. Danach sah man ihn auf der großen Leinwand erst wieder in den 1990er Jahren, als er 1996 unter der Regie von Gillies MacKinnon in dem romantischen Drama Trojan Eddie mit Stephen Rea und Richard Harris die Rolle des Priesters spielte. Es folgten weitere Rollen in Filmen wie in John Boormans Kriminaldrama Der General mit Brendan Gleeson und Adrian Dunbar in den Hauptrollen oder in der Declan Recks Komödie Making Ends Meet. Im Jahr 2000 sah man ihn in der Rolle des Frank Murphy in Kevin Liddys Filmdrama Country neben Lisa Harrow. 2003 spielte Cave in dem Cate-Blanchett-Film Die Journalistin von Regisseur Joel Schumacher mit. Die bisher letzte Kinorolle spielte er 2018 in David Gleesons Thriller Don’t Go mit Stephen Dorff und Melissa George.
Mitte der 1970er Jahre hatte sich Cave auch dem Fernsehen zugewandt und spielte dort gelegentlich in Fernsehfilmen und Episoden von Serien wie Thursday Play Date, The Ambassador oder Tales from Dún Draíochta. 1980 sah man ihn neben Fidelma Murphy an der Seite von Rod Taylor in dem Fernsehfilm Die Zeitbombe.

## Auszeichnungen (Auswahl)
- 1973: Ehrung vom Evening Herald als bester Schauspieler
- 1974: Nominierung vom Irish Independent für seine Rolle in OEDIPUS
- 1982: Nominierung für den Harvey’s Award für seine Rolle in THE HIDDEN CURRICULUM

## Filmografie (Auswahl)

### Kino
- 1970: Paddy
- 1977: Ein Porträt des Künstlers als junger Mann (A Portrait of the Artist as a Young Man)
- 1977: Philadelphia, Here I Come!
- 1979: Verrat in Belfast (The Outsider)
- 1996: Trojan Eddie
- 1998: Crossmaheart
- 1998: Der General (The General)
- 1999: Making Ends Meet
- 2000: Country
- 2003: Die Journalistin (Veronica Guerin)
- 2018: Don’t Go

### Fernsehen
- 1974: Armchair Theatre (Fernsehserie, 1 Episode)
- 1979: Thursday Play Date (Fernsehserie, 1 Episode)
- 1980: Die Zeitbombe (Cry of the Innocent) (Fernsehfilm)
- 1982: The Year of the French (Fernsehminiserie, 1 Episode)
- 1998: The Ambassador (Fernsehserie, 1 Episode)
- 1999: Vicious Circle (Fernsehfilm)
- 2003: Watermelon (Fernsehfilm)
- 2004: Omagh – Das Attentat (Fernsehfilm)
- 2022: Tales from Dún Draíochta (Fernsehserie, 2 Episoden)

### Kurzfilme
- 1999: Mir Friends